# Yesterday - Vacanze al mare
Yesterday - Vacanze al mare è una miniserie televisiva italiana del 1984 di Claudio Risi.

## Trama
Un vecchio locale in riva al mare sta per essere abbattuto. Un gruppo di amici decide di organizzare una festa per dare l'addio al luogo nel quale hanno passato tanti momenti felici: c'è il figlio di un industriale che perde tutto al gioco, l'attricetta in cerca di successo, un improbabile maestro di tennis, tutti alla ricerca del tempo passato.

## Produzione
La miniserie è stata girata a Cattolica e Rimini, in Emilia-Romagna, e a Gabicce Mare, nelle Marche.

## Distribuzione
La miniserie venne mandata in prima visione televisiva in Italia il 19 e 20 dicembre 1985 su Italia 1.